# Fahrzeug- und Landmaschinenfabrik Sebastian Unsinn

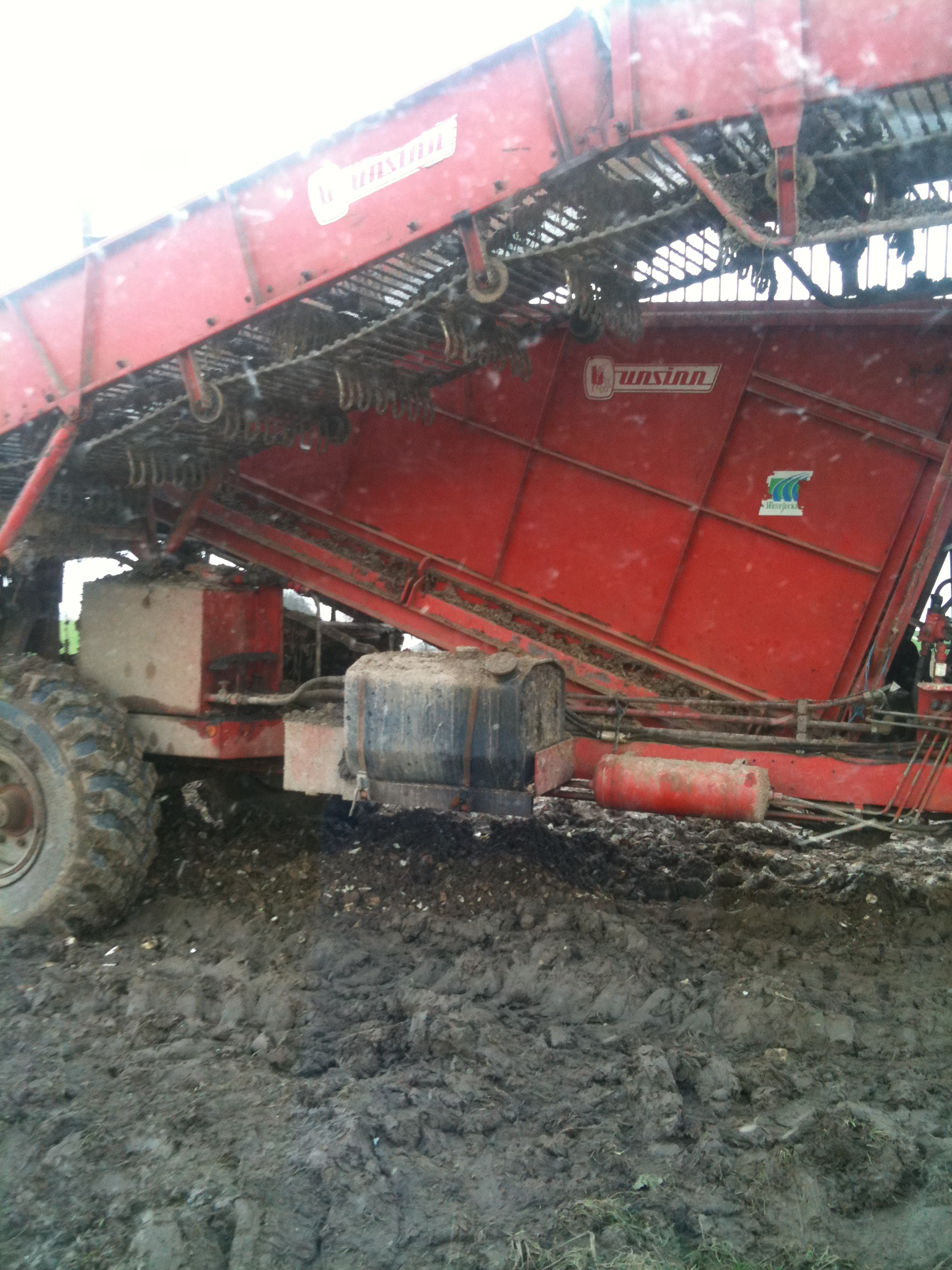
Rübenreiniger von Unsinn (2012)

Die Fahrzeug- und Landmaschinenfabrik Sebastian Unsinn GmbH war ein deutscher Landmaschinenhersteller.
Sebastian Unsinn gründete die Firma im Jahr 1900 als Schmiede- und Wagnerbetrieb in Ecknach.
Nach dem Zweiten Weltkrieg zog das Unternehmen nach Aichach. Der Betrieb stellte dort anfangs Miststreuer her. Später kamen auch Kipper, Düngerstreuer, Siloentnahmefräsen, Ladewägen, Rübenreinigungslader und Zuckerrübenreinigungsbänder hinzu. Das Kraftfahrtbundesamt führt die Fahrzeug- und Landmaschinenfabrik Sebastian Unsinn GmbH unter der Herstellerschlüsselnummer 6700.
Im Jahr 1953 starb Sebastian Unsinn. Seine Witwe heiratete den Betriebsleiter Müller. Zeitweise beschäftigte die Firma 400 Mitarbeiter. Nach dem Tod Müllers 1981 wurde der Betrieb von seiner Witwe mit ihrer Tochter und ihrem Schwiegersohn weitergeführt. Mitte der 1980er Jahre wurde in immer mehr Betrieben auf Güllewirtschaft umgestellt. Daher nahm der Bedarf an neuen Miststreuern ab. Als Reaktion darauf begann Unsinn mit der Fertigung von Rübenvollerntern und selbstfahrenden Rübenreinigungsladern (genannt MAUS oder Star), die das Unternehmen zuvor maßgeblich entwickelt hatte. Basis für die Maschinen waren zunächst Fahrgestelle von Mähdreschern. Im Zuge der Insolvenz von Unsinn ging der Unternehmensteil an Kleine. Nach der Übernahme wurde die Produktion dieser Maschinen in Aichach durch die neuen Inhaber fortgesetzt.
1994 meldete die Firma Insolvenz an. Mehrmals wurden Neuanfänge versucht, die aber immer scheiterten. 2010 wurde die Fahrzeug- und Landmaschinenfabrik Sebastian Unsinn GmbH i. K. schließlich aufgelöst. Mittlerweile arbeitet auf einem Teil des Geländes die Unsinn H. Stahlbau u. Nutzfahrzeuge GmbH.